# Hedwig Weiss (Schriftstellerin)

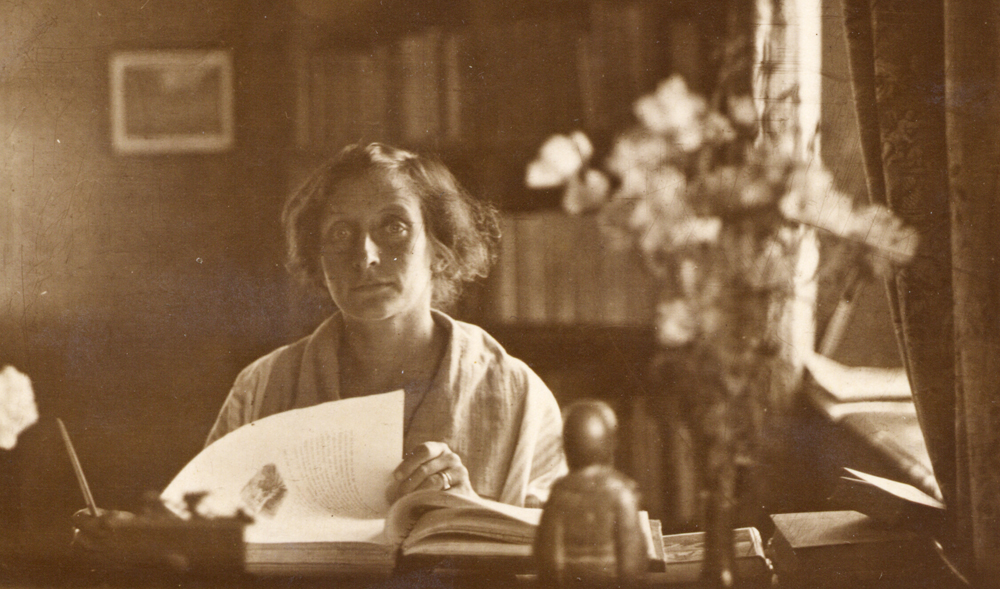
Hedwig Weiss-Sonnenburg ca. 1922

Hedwig Margarete Weiss, geb. Sonnenburg (* 26. Oktober 1889 in Berlin; † 5. September 1975 in Kitzingen) war eine deutsche Reiseschriftstellerin und Kinderbuchautorin. 1951 erfolgte eine Namensänderung in Wyss.

## Leben
Hedwig Weiss war eine deutsche Autorin und Journalistin. Sie wurde vor allem als Kinderbuchautorin bekannt. Bis in die 1930er Jahre hinein veröffentlichte sie auch regelmäßig Artikel über die Länder, die sie bereist hatte, wie z. B. 1928 „Zur verbotenen Stadt Sanaa“, ein Bericht über eine Reise in den Jemen. Ihre drei bekanntesten Kinderbücher waren „Das Buch vom kleinen Chinesen Li“ und „Kaowiiik – als die Indianer durch die Wälder zogen“, später veröffentlicht unter „Der Schlachtruf der Delawaren“, die beide in mehreren Auflagen in verschiedenen deutschen Staaten veröffentlicht wurden, sowie „Pflaumenblüte und Kai Lin“ (ca. 1955 auf der shortlist zum Jugendbuchpreis).
Hedwig Sonnenburg wuchs in Berlin auf. Ihr Vater war der Chirurg Eduard Sonnenburg, ihre Mutter Anna war eine Tochter von Carl und Clara Westphal, geb. Mendelssohn. Schon als junges Mädchen interessierte sich Hedwig Sonnenburg für „ferne Länder“ und träumte von einem Leben in ihnen.  1911 heiratete sie Fritz Max Weiss, der zu der Zeit kaiserlicher deutscher Konsul in Sichuan, China, war. Sein Beruf gab ihr die Möglichkeit, ihren Traum vom Reisen zu verwirklichen. Ihre Artikel und vor allem ihre Kinderbücher fußen auf diesen Erfahrungen.
Von 1911 bis 1917 lebte das Paar in Südwest-China in Sichuan und Yünnan. In Kunming kamen auch ihre ersten beiden Kinder zur Welt; Jutta, geboren 1914, wurde später Tänzerin und Schauspielerin und Ehefrau des Schweizer Schauspielers François Simon, Alice, geb. 1917, heiratete später den US-amerikanischen Diplomaten Philipp Raine. In den 1920er Jahren begleitete Hedwig Weiss ihren Mann nach Äthiopien, als er dort deutscher Gesandter wurde. Sie unterstützte ihn aktiv bei seinen Sammeltätigkeiten, fotografierte und nahm Tondokumente auf Wachswalzen auf. Die Jahre in Äthiopien bezeichnete sie immer als die schönsten ihres Lebens. In Addis Abeba wurde 1923 auch ihr drittes Kind, der spätere Psychiater und Psychotherapeut Dieter Wyss, geboren.
Anfang der 1930er Jahre gab es dann noch kürzere Aufenthalte in Südamerika, bis Fritz Weiss 1934 um seine Entlassung aus dem Dienst ersuchte, da die politischen Widersprüche zu groß geworden waren. Auch hatte er auf Grund seiner und seiner Frau Herkunft eine Entlassung im Rahmen des Gesetzes zur Wiederherstellung des Berufsbeamtentums zu erwarten; sowohl Hedwig wie auch Fritz Weiss hatten mütterlicherseits jüdische Vorfahren. Versuche, außerhalb Deutschlands Arbeit zu finden, schlugen fehl. Nachdem die Bezüge nicht mehr ins Ausland überwiesen wurden, kehrte das Paar 1936 nach Deutschland zurück. Dort wurden sie als „Mischlinge“ eingestuft. Hedwig Weiss wurde 1939 von der Gestapo wegen defätistischer Äußerungen festgenommen, aber im Rahmen einer Amnestie zu Kriegsbeginn freigelassen. Beide überlebten das „Dritte Reich“ in Berlin. Nach Kriegsende lebten sie zunächst eine Zeitlang in Mexiko bei ihrer Tochter Alice, kehrten dann aber nach Deutschland zurück. 1951 wurde der Familienname von Weiss in Wyss geändert. Nach dem Tod ihres Mannes 1955 publizierte Hedwig Weiss noch weiter bis in die 1960er Jahre.
Hedwig und Fritz Weiss sind auf dem Südwestkirchhof Stahnsdorf beigesetzt.
Im Frühjahr 2016 hat die Staatsbibliothek zu Berlin den Nachlass übernommen.

## Archive und Quellen
- Es begann im Reich der Mitte, unveröffentlichte Memoiren, Privatbesitz
- Tagebücher und Briefe, im Privatbesitz

## Werke (Auswahl)
- Frau Konsul Fritz Weiss in Chengtu: Reisebriefe aus China. In „Nord und Süd“, Juniheft 1914, 38. Jahrgang.
- Von O Pien Ting nach Ma Pien Ting durchs Lololand, Zeitschrift der Gesellschaft für Erdkunde (2):1-19. 1915
- Wundersame Heimreise Juttas und Alice’chens im Kriegsjahr 1917, in „Nord und Süd“, 1917
- Tagebuchblätter aus Chinas Revolutionszeit, in „Gerechtigkeit“, Monatshefte für Auswärtige Politik, Heft X, 1919, Oktober.
- Tagebuchblätter aus Chinas Revolutionszeit, 2. Teil, in „Gerechtigkeit“, Monatshefte für Auswärtige Politik, Heft XI, 1919, November.
- Li  (ohne Jahr, illustriert von Emil Orlik). Berlin: Eigenbrötler Verlag.
- Zur verbotenen Stadt Sanaa. Eine Reise von Abessinien nach Arabien. Eigenbrödler Verlag Berlin 1928
- Arme kleine Prinzessin, Volker Verlag, Köln und Leipzig, 1935. Später bearbeitet und erschienen als: Tapfere kleine Prinzessin, Wilhelm Andermann Verlag München – Wien 1952
- Der kleine und der große Reiter, Paul Neff Verlag Berlin 1936
- Das Buch vom kleinen Chinesen Li, Leipzig 1938 Payne Verlag; Aufbau Verlag Berlin 1946; Ensslin & Laiblin Verlag Reutlingen, 1950.
- Kaowiik – Als die Indianer durch die Wälder zogen, Leipzig: Payne Verlag, 1938 und Aufbau Berlin 1946; später veröffentlicht als Schlachtruf der Delawaren, Gundert Verlag Hannover, 1956
- Uns vertrieb der Vulkan, D. Gundert Verlag 1952
- Mitami. Abenteuerliche Erlebnisse eines Jungen aus Paraguay, D. Gundert Verlag Stuttgart, 1954
- Pflaumenblüte und Kai-Lin, Hannover: D. Gundert Verlag Stuttgart. 1955
- Man nennt mich Lilith, D. Gundert Verlag Stuttgart, 1955
- Como no – Wir siedeln im Urwald, D. Gundert Verlag Hannover, 1957
- Taffara, Fürstensohn aus Abessinien, Hoch Verlag Düsseldorf 1964
- Schwarzer Schnee, D. Gundert Verlag Hannover 1965